# Uralská federální univerzita
Uralská federální univerzita (alternativně Uralská federální univerzita prvního prezidenta Ruské federace B. N. Jelcina; oficiálně rusky Уральский федеральный университет имени первого Президента России Б. Н. Ельцина; zkráceně rusky УрФУ им. Б. Н. Ельцина) je ruská univerzita, nacházející se v Jekatěrinburgu ve Sverdlovské oblasti, jež nese jméno po prvním prezidentu Ruské federace Borisovi Nikolajevičovi Jelcinovi. Tato univerzita, jíž navštěvuje 50 000 posluchačů, platí za „jedno z největších vysokoškolských a výzkumných pracovišť v zemi“. 

## Historie
Předchůdce Uralské federální univerzity, Uralská státní univerzita, byla založena vyhláškou, podepsanou Vladimirem Iljičem Uljanovem, dne 19. října 1920. Uralská státní univerzita se později rozdělila na Uralský polytechnický institut (později několikrát přejmenován a naposledy znám pod jménem Uralská státní technická univerzita) a Uralskou státní univerzitu. Obě školy, Uralská státní univerzita a Uralská státní technická univerzita, byly spojeny výnosem prezidenta Ruské federace č. 1172 ze dne 21. října 2010 a spojená škola byla přejmenována na Uralskou federální univerzitu prvního prezidenta Borise Jelcina.
Dne 24. listopadu 2017 udělila univerzita čestný doktorát českému prezidentu Miloši Zemanovi.